# Nivel ceráunico
El nivel ceráunico de un lugar es el número promedio de días al cabo del año en los que hay tormenta. Se considera día con tormenta a aquel en el que al menos se oye un trueno.
Para crear mapas útiles como referencia sobre la probabilidad de caída de rayos, se acude al trazado de líneas isoceráunicas, que son aquellas que delimitan áreas territoriales con un mismo nivel ceráunico.
- Datos: Q1622788